# 第九十国立銀行

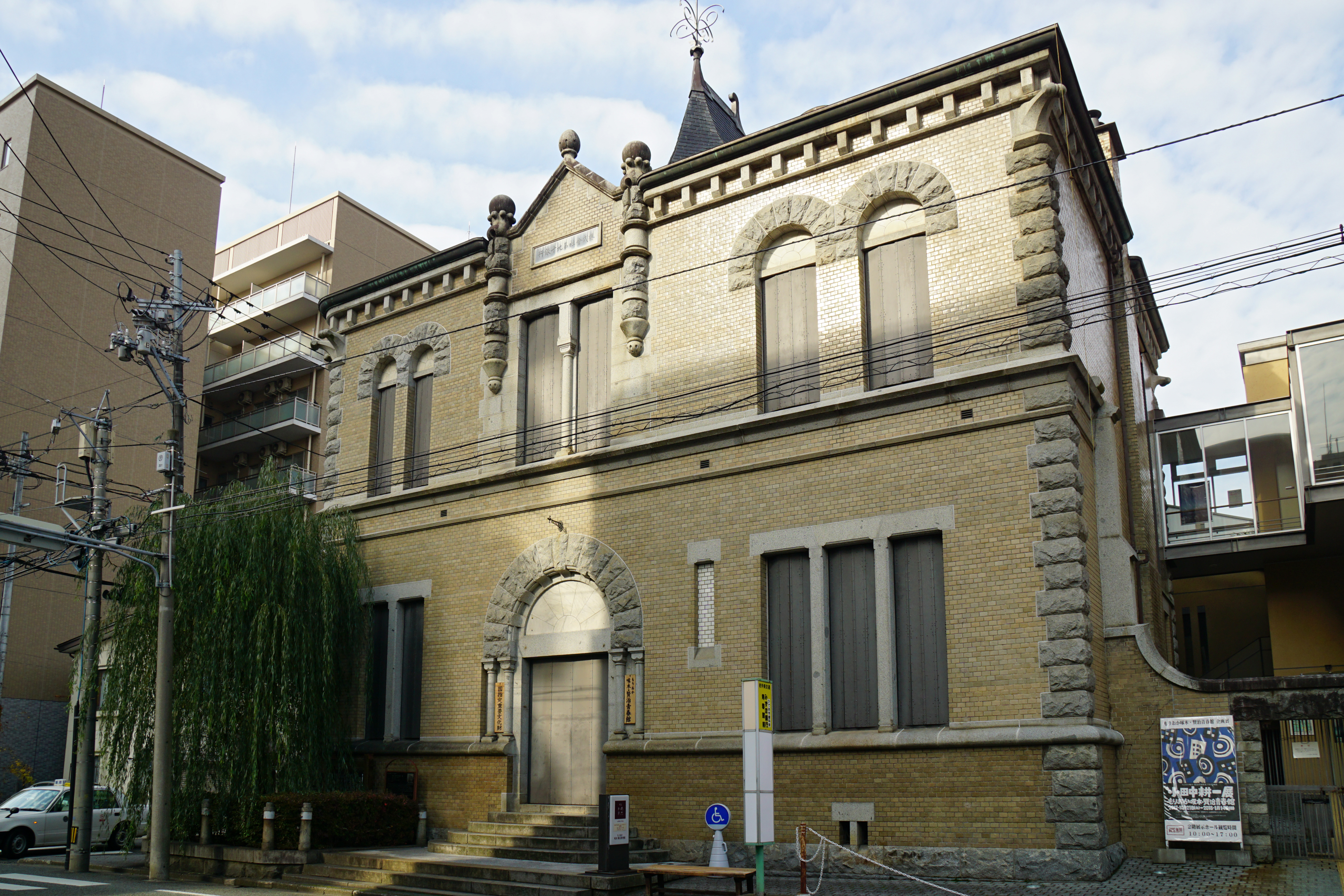
旧第九十国立銀行本店本館
（現・もりおか啄木・賢治青春館）

第九十国立銀行（だいくじゅうこくりつぎんこう）は、明治期に岩手県盛岡で設立された銀行。

## 概要
1878年（明治11年）に、盛岡藩士族らの金禄公債証書を元に設立。創業時の資本金は30万円 。

士族銀行と称され、十五株以上の持主は十人で旧藩の家老役などの上級士族が大株主で重役となったため、後年になると、士族重役と商人重役の対立によっては開店休業状態に陥っており、1894年（明治27年）、第一銀行盛岡支店閉鎖に伴って公金取扱い業務譲渡に際しても経営不振で県金庫すら扱い得なかった。
その後、1888年（明治21年）から約10年に及び続いている内紛の調停を、北上回漕会社の主要株主らによって解決している。
1910年（明治43年）に竣工した第九十銀行本店本館（横濱勉設計）は国重要文化財に指定され、2002年（平成14年）から「もりおか啄木・賢治青春館」として利用されている。

## 沿革
- 1878年（明治11年）10月8日：設立
- 1878年（明治11年）12月2日：盛岡市呉服町に開業
- 1897年（明治30年）8月1日：第九十銀行に改称
- 1927年（昭和2年）8月14日：東奥銀行（青森県）を合併
- 1938年（昭和13年）3月17日：当行及び岩手銀行(明治40年設立)、第八十八銀行の3行合併、陸中銀行を新立